# دونالد كيني
دونالد كيني (بالإنجليزية: Donald Keane)‏ هو عداء مشي أسترالي، ولد في 12 نوفمبر 1930، وتوفي في 10 نوفمبر 2016.

## وصلات خارجية
- دونالد كيني على موقع النتائج التاريخية لألعاب القوى الأسترالية (الإنجليزية)
- دونالد كيني على موقع اللجنة الأولمبية الدولية (الإنجليزية)
- دونالد كيني على موقع أوليمبيديا (الإنجليزية)
- دونالد كيني على موقع اللجنة الأولمبية الأسترالية (الإنجليزية)